# Bernardo (priimek)
Bernardo je priimek več oseb:    
- Cristóbal Bernardo de Quiros, kolumbijski rimskokatoliški škof
- Paul Bernardo, kanadski serijski morilec